# Hainaut Volley 2011-2012
Questa voce raccoglie le informazioni riguardanti l'Hainaut Volley nelle competizioni ufficiali della stagione 2011-2012.

## Organigramma societario
Area direttiva
- Presidente: Gérard Loisel e Bruno Guislain

Area tecnica
- Allenatore: Ion Dobre

## Rosa
| N° | Nome                | Ruolo | Data di nascita  | Nazionalità sportiva |
| -- | ------------------- | ----- | ---------------- | -------------------- |
| 1  | Antonija Kaleb      | C     | 2 aprile 1986    | Croazia              |
| 2  | Ludmilla Lican      | S     | 5 febbraio 1990  | Francia              |
| 3  | Sehryne Hennaoui    | P     | 10 gennaio 1988  | Algeria              |
| 4  | Julie Lenglemez     | L     | 3 giugno 1994    | Francia              |
| 5  | Séverine Szewczyk   | S     | 29 giugno 1976   | Francia              |
| 6  | Aylin Pereyra       | S     | 2 luglio 1988    | Argentina            |
| 7  | Dušanka Karić       | S     | 7 giugno 1986    | Serbia               |
| 8  | Daniela Vieira      | C     | 2 agosto 1980    | Brasile              |
| 9  | Aleksandra Crncević | O     | 24 giugno 1985   | Serbia               |
| 10 | Brankica Stevanović | P     | 24 giugno 1985   | Serbia               |
| 11 | Adriana Bobi        | C     | 11 febbraio 1988 | Romania              |
| 16 | Rie Kato            | L     | 4 agosto 1980    | Giappone             |